# Tumidiclava bimaculata
Tumidiclava bimaculata är en stekelart som först beskrevs av Blood 1923.  Tumidiclava bimaculata ingår i släktet Tumidiclava och familjen hårstrimsteklar. Inga underarter finns listade i Catalogue of Life.